# شارلي غارسيا
شارلي غارسيا (بالإسبانية: Charly García) (و. 1951  م) هو ملحن، ومغني، وموسيقي، وعازف بيانو، وكاتب أغاني، من الأرجنتين، ولد في بوينس آيرس.

## سيرته

### النشأة
كان شارلي غارسيا الابن الأكبر في العائلة، حيث كان والده يدرس الرياضيات والفيزياء في المدرسة الابتدائية، وكانت والدته منتجة عروض موسيقى إذاعية، تظهر أساسا الموسيقى الفولكلورية.
بدأت شارلي في إظهار المواهب الموسيقية في سن مبكرة. في السنة الثالثة من عمره، حصل على لعبة بيانو كهدية، وسرعان ما تفاجأت والدته بقدرته على تأليف ولعب الألحان المتماسكة، مما أدى بها إلى إدخاله في معهد موسيقي يدعى ثيبود بيازيني، وتخرج من المعهد في الثانية عشر من العمر عشر كمدرس الموسيقى.

### البداية: سوي جينيريس (1972-1975)
ظهرت البيتلز في حياة شارلي عندما كان في الثالثة عشرة. وقد سبق أن تعرض للموسيقي الكلاسيكية والفولك، وقال شارلي انه يصف البيتلز بأنها «موسيقى كلاسيكية من المريخ». في المدرسة الثانوية التقى بنيترو ميستري ودمجوا فرقهما لتلد سوي جينيريس.
في عرضهم الموسيقي الأول Gig، ظهرا تشارلي ونيتو فقط، ولعبوا البيانو والفلوت على التوالي بمفردهم، حيث لم يتمكن عازف الجيتار وعازف الدرامز من الظهور. وعلى الرغم من غياب الموسيقيين الآخرين إلا أنهم قاموا بأداء رائع مع الجمهور. حيث كانت قوة الفرقة تكمن في الأغاني الموسيقية البسيطة والكلمات الرومانسية، التي جذبت المراهقين على نطاق واسع.
في عام 1972، أصدرت سوي جينيريس أول أغنية gramophone record، بعنوان Vida، والتي سرعان ما أصبحت شعبية بين المراهقين الأرجنتينيون. وكانت الأغنية الثانية في 1973 من نفس النوع بعنوان Confesiones de invierno («اعترافات الشتاء»). وقد عرض هذا الألبوم قيم إنتاج أعلى ومعدات استديو أفضل، وكان ناجح جداً تجارياً.
كان عام 1974 عام التغييرات. فقد شارلي اهتمامه بالبيانو والفلوت الذي كان سوي جينيريس يطورها، وقرر أن سوي جينيريس بحاجة إلى تغيير؛ وإن الفرقة ستتطور أكثر إلى صوت موسيقى الروك التقليدية، ولدمج البيس والطبول. إلى النهاية، انضم رينالدو رافانيلي وخوان رودريغيز إلى الفرقة. في العديد من العروض الحية، تحسب سوي جينيريس مع لاعب الإيتار الموهوب «ديفيد ليبون»، الذي اشاد بشارلي كثيراً.

### 2009 - حالياً
في 14 حزيران / يونيو 2008، ذكرت صحيفة كلارين أن شارلي غارسيا نقل إلى المستشفى في مدينة مندوزا (الأرجنتين) بسبب حلقة عنيفة قام فيها الموسيقي بسحق غرفة فندق في مندوزا. وتحدثت المصادر عن وقوع جرعة زائدة من المخدرات والكحول. بعد الحادثة أخذه صديقة لعلاج إدمانه مع العديد من الأطباء والأطباء النفسيين. استغرقت عملية الانتعاش تقريباً سنة كاملة.
بعد الانتعاش الطويل، قدم شارلي غارسيا أعذب أغنياته، في حفل خيري خصص ريعه للمدمنين على المخدرات، أمام كنيسة لوجان، وأحيا غارسيا الحفلة بلا مقابل، بعد خروجه من المصحة، التي أمضى فيها ثمانية أشهر للعلاج من الإدمان.
في أغسطس 2009 قدم أغنية جديدة تسمى "Deberías Saber Por qué" (يجب أن تعرف لماذا). أصبحت الأغنية ضربة وسرعان ما قام شارلي بجولة كبيرة عبر شيلي وبيرو لتعزيز عودته. في 23 أكتوبر 2009 احتفل غارسيا بعيد ميلاده الثامن والخمسين بحفل موسيقي في ملعب فيليز سارفيلد في الأرجنتين. وقد أشير إلى هذا الحفل باسم «الحفل تحت الماء» بسبب غزارة الأمطار.
في أكتوبر 2011، كان شارلي آخر ضيف في حلقة Susana Giménez الأخيرة. وقام بأداء أغنية "Desarma y Sangra" التي كانت في الأصل لفرقته سيرو جيران.

## الألبومات

### منفردة
- 1972 - Vida
- 1973 - Confesiones de Invierno
- 1974 - Pequeñas anécdotas sobre las instituciones
- 1975 - Adiós Sui Generis I & II
- 1993 - Adiós Sui Generis III
- 2000 - Sinfonías para adolescentes
- 2001 - ¡Si! Detrás de las Paredes

### سيرو جيران
- 1978 - Serú Giran
- 1979 - La Grasa de las Capitales
- 1980 - Bicicleta («دراجة»)
- 1981 - Peperina
- 1982 - No llores por mí, Argentina («لا تبكي لأجلي، الأرجنتين»)
- 1992 - Serú 92
- 1993 - Vivo I ; Vivo II
- 2000 - Yo no quiero volverme tan loco

### سولو
- 1980 - Música del Alma
- 1982 - Pubis Angelical/Yendo de la Cama al Living
- 1983 - Clics modernos'
- 1984 - Piano bar
- 1984 - Terapia Intensiva [تسجيل صوتي]
- 1985 - Tango (يضم بيدرو ازنار)
- 1987 - Parte de la Religión («جزء من الدين»)
- 1988 - Lo que Vendrá [تسجيل صوتي]
- 1989 - Cómo Conseguir Chicas
- 1990 - Filosofía Barata y Zapatos de Goma
- 1991 - Tango 4 (يضم بيدرو ازنار)
- 1992 - Radio Pinti (يضم بيدرو أزنار وإنريك بينتي)
- 1993 - Funes, un gran amor [تسجيل صوتي]
- 1994 - La Hija de la Lágrima («ابنة الدموع»)
- 1995 - Hello! (MTV Unplugged)
- 1996 - Say No More
- 1997 - Alta Fidelidad (مع مرسيدس سوسا) («عالية الدقة»)
- 1998 - El Aguante
- 1999 - Demasiado Ego
- 1999 - Charly & Charly en Olivos
- 2002 - Influencia
- 2003 - Rock and Roll, Yo
- 2010 - El Concierto Subacuático
- 2010 - Kill Gil
- 2012 - 60x60
- 2017 - Random

## روابط خارجية
- شارلي غارسيا على موقع IMDb (الإنجليزية)
- شارلي غارسيا على موقع ميوزك برينز (الإنجليزية)
- شارلي غارسيا على موقع أول ميوزيك (الإنجليزية)
- شارلي غارسيا على موقع ديسكوغز (الإنجليزية)
- شارلي غارسيا على موقع ديسكوغز (الإنجليزية)
- شارلي غارسيا على موقع قاعدة بيانات الفيلم (الإنجليزية)